# NGC 347
NGC 347 (również PGC 3673) – galaktyka spiralna (S), znajdująca się w gwiazdozbiorze Wieloryba w odległości ok. 260 milionów lat świetlnych. Odkrył ją Albert Marth 27 września 1864 roku.